# Nathalie Lancien
Nathalie Lancien verh. Even-Lancien (* 7. März 1970 in Paimpol) ist eine ehemalige französische  Bahnradsportlerin und Olympiasiegerin.
Nathalie Lancien gehörte Ende der 1980er und bis Mitte der 1990er Jahre zu den stärksten französischen Bahnfahrerinnen. Bei den Olympischen Spielen 1996 in Atlanta errang sie die Goldmedaille im Punktefahren. Jeweils zweimal wurde sie Französische Meisterin im 1000-Meter-Zeitfahren (1993 und 1994) sowie im Punktefahren (1994 und 1995). 1993 wurde sie zudem Dritte im Punktefahren bei der Bahn-WM 1993 in Hamar.
Nathalie Lancien ist verheiratet mit dem Rennfahrer Frédéric Lancien, der bei den Bahn-Weltmeisterschaften 1991 Dritter im Tandemrennen wurde. In Lannion wurde eine Sportschule nach ihr benannt.